# Rhinolophus deckenii
Rhinolophus deckenii là một loài động vật có vú trong họ Dơi lá mũi, bộ Dơi. Loài này được Peters mô tả năm 1867.